# عملات اليورو المعدنية المالطية

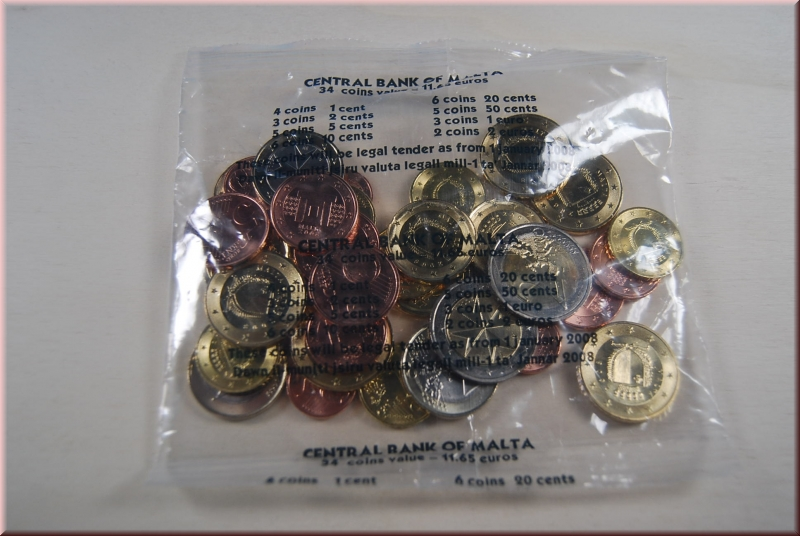

اليورو في مالطا تتميز بثلاثة تصميمات منفصلة للسلسلة الثلاث من العملات المعدنية. مالطا عضو في الاتحاد الأوروبي منذ 1 أيار 2004, وهي عضو في الاتحاد الاقتصادي والنقدي للاتحاد الأوروبي. اعتمدت مالطا اليورو كعملة رسمية لها في 1 كانون الثاني 2008 ، لتحل محل الليرة المالطية. لمدة شهر واحد حتى 31 كانون الثاني, كان هناك تداول مزدوج لمالطا حيث تم استخدام اليورو والليرة المالطية جنباً إلى جنب.

## كميات سك العملة
| قيمة الوجه | €0.01      | €0.02      | €0.05      | €0.10      | €0.20      | €0.50      | €1.00      | €2.00      |
| --- | ---------- | ---------- | ---------- | ---------- | ---------- | ---------- | ---------- | ---------- |
| 2008 | 10,000,000 | 36,000,000 | 34,000,000 | 41,000,000 | 40,000,000 | 15,000,000 | 14,000,000 | 10,000,000 |
| 2009 | *          | *          | *          | *          | *          | *          | *          | *          |
| 2010 | *          | *          | *          | *          | *          | *          | *          | 2,000,000  |
| 2011 | 50,000     | 50,000     | 50,000     | 50,000     | 50,000     | 50,000     | 50,000     | 50,000     |
| 2012 | 50,000     | 50,000     | 50,000     | 50,000     | 50,000     | 50,000     | 50,000     | 50,000     |
| * لم يتم سك أي عملات معدنية في ذلك العام لتلك الفئة ** البيانات غير متوفرة بعد *** كميات صغيرة مسكوكة للمجموعات فقط |            |            |            |            |            |            |            |            |

### مصنع صك العملة
2008, 2018-2016: فرنسا
2015-2010: هولندا